# Charles Yohane
Charles Yohane (26 agosto 1973 – 14 febbraio 2022) è stato un calciatore zimbabwese, di ruolo centrocampista.

## Biografia
Morì assassinato nel 2022 in Sudafrica. Il suo corpo fu ritrovato a Soweto il 15 febbraio.

## Caratteristiche tecniche
Impiegato principalmente come centrocampista, poteva giocare anche come terzino sinistro o difensore centrale.

## Carriera

### Club
Ha cominciato a giocare in patria, al Fire Batteries. Nel 1994 si è trasferito in Sudafrica, all'African Wanderers. Nel 1995 è tornato al Fire Batteries. Nel 1996 è passato all'AmaZulu, squadra della massima serie sudafricana. Nel 1997 è stato acquistato dal Bidvest Wits, in cui ha militato per nove anni e con cui ha collezionato più di 250 presenze. Nel 2006 si accasa all'AK con cui conclude, nel 2009, la propria carriera.

### Nazionale
Ha debuttato in Nazionale nel 1996. Ha partecipato, con la Nazionale, alla Coppa d'Africa 2004 e alla Coppa d'Africa 2006. Ha fatto parte della rosa della propria Nazionale fino al 2006.